# Мазов, Владимир Владимирович
Влади́мир Влади́мирович Ма́зов (род. 8 марта 1981, Тула, СССР) — российский футболист, защитник и полузащитник.

## Биография
Воспитанник тульской ДЮСШ «Арсенал». Начал карьеру в 1998 году в местном клубе «Арсенал-2». В 2000—2004 годах выступал за «Арсенал», вместе с которым вышел в Первый дивизион. В 2005 году сыграл 2 матча в Премьер-лиге за «Томь» против «Крыльев Советов» (1:1) и «Зенита» (2:0). Закрепиться в составе Мазову не удалось, и он по ходу сезона перешёл в «Химки». В 2006 году выступал за «Аланию», вместе с которой второй раз в карьере вышел в Первый дивизион. По ходу следующего сезона перешёл в «Салют-Энергию». В 2008 году подписал контракт с клубом «Динамо-Воронеж». В 2009 году защищал цвета «МВД России» и «Тюмени». В 2010 году пополнил ряды «Нефтехимика». Затем выступал за «Мостовик-Приморье» и «Амур-2010». В сентябре 2012 года Александр Аверьянов пригласил Мазова в «Орёл». Завершил карьеру в 2015 году в «Арсенале-2».

## Достижения
- Победитель Второго дивизиона (2): 2003 (зона «Запад»), 2006 (зона «Юг»).
- Серебряный призёр зоны «Запад» Второго дивизиона: 2002